# Strada provinciale 3 del Monte Baldo
La strada provinciale 3 del Monte Baldo (SP 3) è una strada provinciale italiana della provincia autonoma di Trento. Il suo nome è dato dal fatto che tramite questa strada si può facilmente raggiungere il Monte Baldo e tutte le sue località principalmente di attività sciistiche arrivando infine al confine con la provincia di Verona, mettendo in collegamento quindi le due province ad alta quota.
La strada ha una lunghezza totale di 31,779 chilometri ed è la sesta più lunga strada provinciale della provincia di Trento, dopo la SP 90 (con i tronchi uniti), la SP 79, la SP 71, la SP 85 e la SP 31.

## Percorso

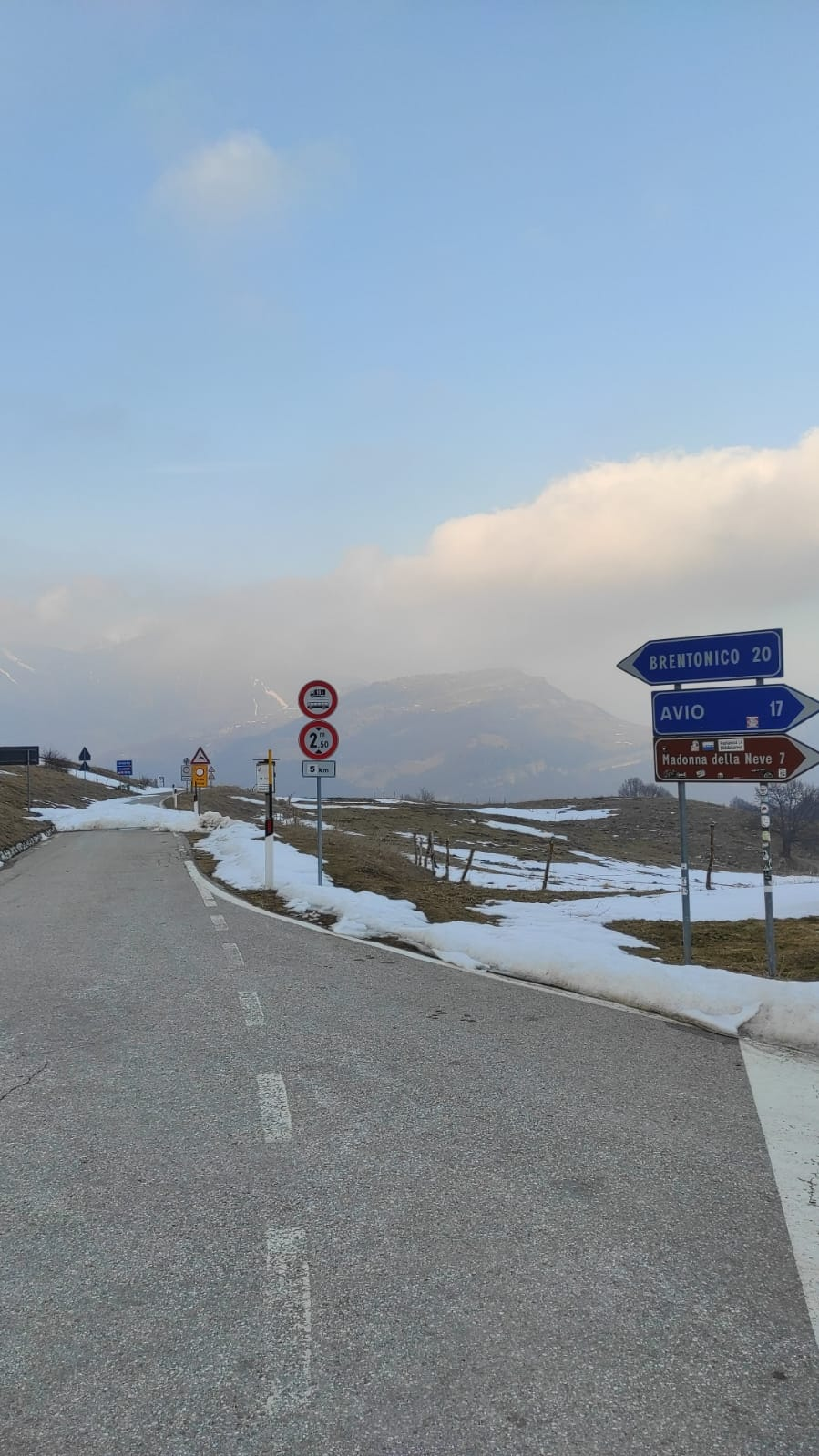
Bivio nella stagione invernale SP 3 del Monte Baldo - fine SP230 dei Dossioli in direzione Brentonico

Ha inizio a Mori, ovvero un comune posto a sud-ovest rispetto alla città di Rovereto, situato nella Vallagarina e l'inizio della strada con la conseguente frazione sono facilmente raggiungibili dalla SS 240 di Loppio e Val di Ledro.
Nel percorso le località incontrate sono Besagno, Brentonico (dove al chilometro 8,5 troviamo il bivio per la SP 22 Chizzola-Brentonico per tornare a valle ed al chilometro 8,9 il bivio per la SP 218 della Polsa per raggiungere l'omonima località sciistica), San Giacomo e San Valentino. In quest'ultima è presente un bivio dove in direzione sud troviamo il punto di arrivo della SP 208 Avio-San Valentino, mentre ad ovest la strada continua divenendo sempre più stretta e ripida, derivato dal fatto che si sta raggiungendo alta quota sul Monte Baldo.
Da questo punto la strada incontra varie malghe, punti panoramici e molti imbocchi di sentieri per il raggiungimento della cima. Inoltre per un piccolo tratto (dal km 25,371 fino al km 28,593) la strada percorre sul territorio della provincia di Verona dove è presente un valico dal paesaggio strepitoso con vista sul Lago di Garda, chiamato Bocca di Navene e dove è presente anche un parcheggio libero a disposizione di turisti o escursionisti che si vogliono avventurare sulla cima del Monte Baldo con la partenza di 2 sentieri, un sentiero asfaltato che porta fino in cima in maniera non complicata mentre un altro, chiamato "Sentiero del Ventrar", in maniera più complicata.
La strada quindi dopo essere rientrata nel confine Trentino nei territori appartenenti al comune di Avio, raggiunge la località sciistica Prà Alpesina (dove vi è anche una seggiovia che permette il raggiungimento della cima del monte) ed incrocia la fine della SP 230 dei Dossioli. Da questo punto la strada procede in direzione sud fino al raggiungimento del confine di regione fra Trentino Alto Adige e Veneto, dove la strada avanza in provincia di Verona fino a Ferrara di Monte Baldo, Spiazzi e Caprino Veronese sotto il nome di strada provinciale 8 del Baldo.

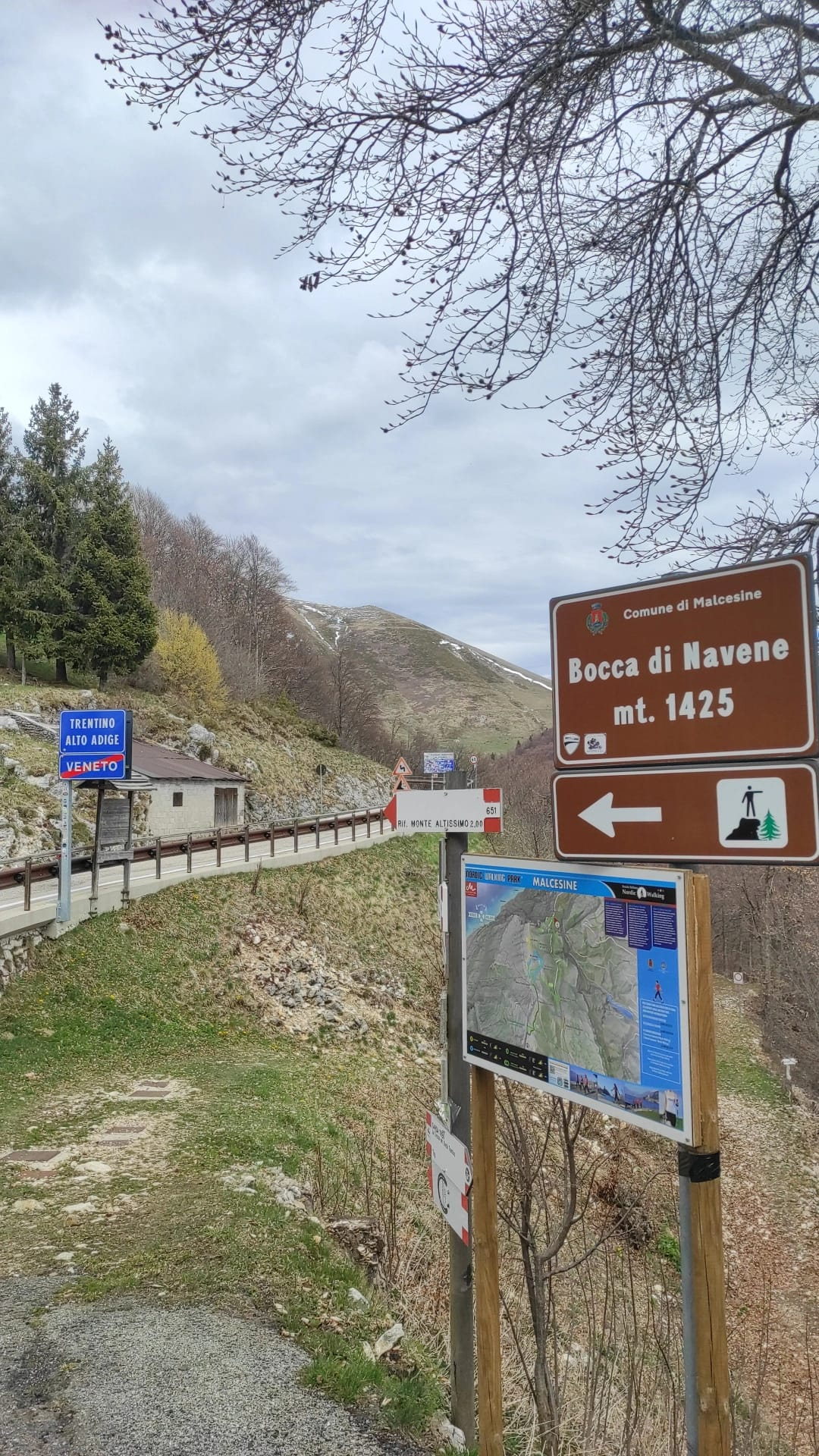
SP3 del Monte Baldo alla località Bocca di Navene

## Sport

### Ciclismo
Sul tratto di strada che da Mori sale fino Brentonico, con continuazione sulla SP 218 della Polsa al bivio della stessa, si disputò una cronoscalata durante il Giro d'Italia 2013 nella 18ª tappa il 23 maggio. Fu vinta da Vincenzo Nibali, vincitore finale della 96ª edizione della corsa rosa ed il percorso complessivo prevedeva una lunghezza di 20,6 chilometri su un dislivello totale di 1078 metri con una pendenza media del 5,7% ed una pendenza massima del 10%.
La strada fu utilizzata anche nella 7ª tappa del Giro d'Italia 1970 del 24 maggio, vinta da Eddy Merckx che prevedeva la partenza a Malcesine e l'arrivo alla Polsa con un totale di 130 chilometri.

## Bus navetta
L'intera strada è percorsa da un servizio Ski-Bus nella stagione invernale che conduce alle varie stazioni sciistiche poste dei pressi delle località attraversate dalla strada.
Inoltre nella stagione estiva da luglio fino a settembre la provincia di Trento e l'Azienda per il Turismo di Rovereto e Vallagarina nette a disposizione un bus navetta (chiamato Monte Baldo Express) che percorre le strade dell'Altopiano di Brentonico per diminuire il carico di traffico ed inquinamento.

## Pericolosità della strada

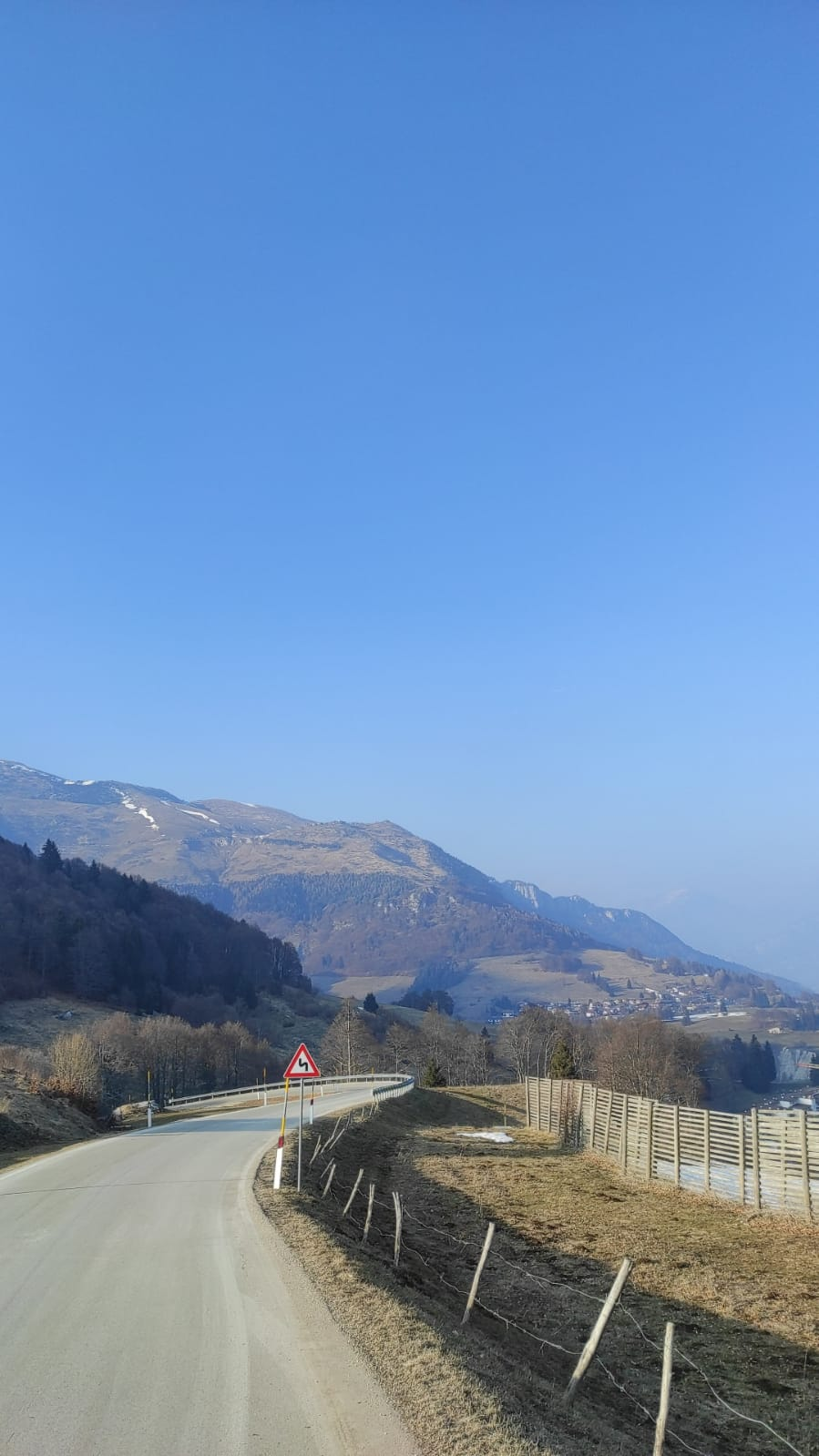
SP3 del Monte Baldo alla località San Valentino con sfondo su San Giacomo (Brentonico)

La strada è molto frequentata soprattutto da ciclisti, nonostante la sua dimensione di carreggiata ridotta, la sua ripidità e i suoi tornanti pericolosi. Per questo motivo su questa strada la provincia di Trento ha deciso di installare dei cartelli speciali per avvisare gli automobilisti di "rispettare il ciclista" mantenendo quindi una distanza di sicurezza ragionevole ed evitare manovre pericolose per costoro.

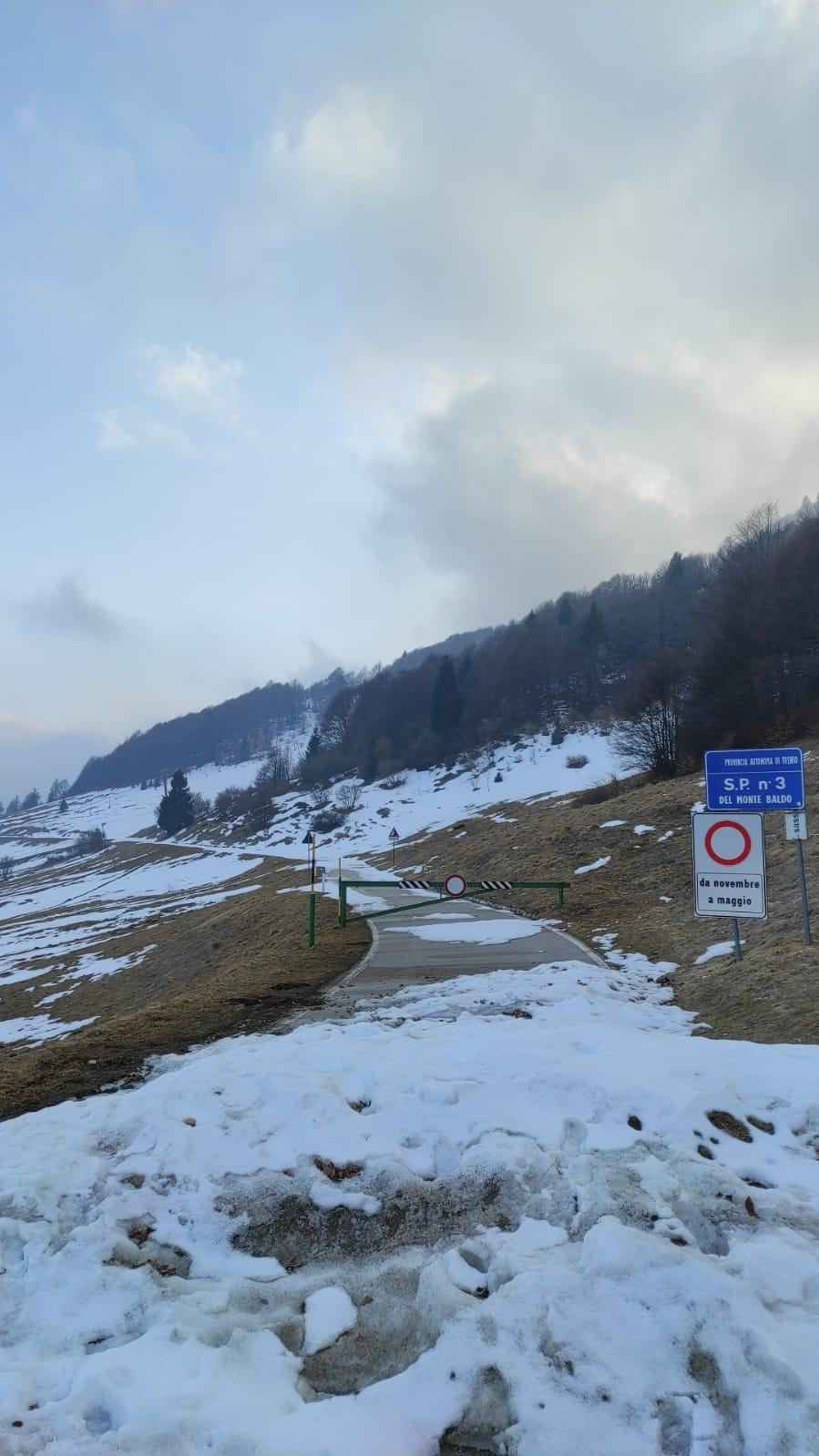
SP3 sbarrata durante la stagione invernale nel tratto Prà Alpesina - confine Verona

Inoltre la strada viene sempre chiusa al traffico in entrambe le direzioni durante il periodo invernale data la pericolosità della neve che renderebbe impercorribile una strada già pericolosa di suo. Ogni anno la provincia di Trento dichiara chiusa la strada dalla località San Valentino fino al confine Veneto con il seguente motivo: "CHIUSURA stagionale della SP 3 del Monte Baldo da loc. San Valentino al confine provinciale".